# Nepal en los Juegos Paralímpicos de París 2024
Nepal estuvo representado en los Juegos Paralímpicos de París 2024 por tres deportistas, dos hombres y una mujer.

## Medallistas
El equipo paralímpico nepalí obtuvo las siguientes medallas:
| Nombre            | Deporte   | Evento          |
| ----------------- | --------- | --------------- |
| Oro               |           |                 |
| —                 |           |                 |
| Plata             |           |                 |
| —                 |           |                 |
| Bronce            |           |                 |
| Palesha Goverdhan | Taekwondo | –57 kg femenino |